# Milltown of Rothiemay
Milltown of Rothiemay, schottisch-gälisch: Ràth a’ Mhaigh, auch verkürzt Rothiemay, ist eine Ortschaft in der schottischen Council Area Moray beziehungsweise in der traditionellen Grafschaft Morayshire. Sie liegt am Ostrand der Council Area am linken Ufer des Deveron, der an dieser Stelle die Grenze zu Aberdeenshire markiert. Huntly liegt acht Kilometer südlich und Keith rund zwölf Kilometer westlich. 1,5 Kilometer südwestlich mündet der Isla in den Deveron.

## Geschichte
Seit der zweiten Hälfte des 15. Jahrhunderts befand sich in der Gegend das Tower House Rothiemay Castle. 1741 fiel das Anwesen an die Linie der Duffs, die später zu den Earls und Dukes of Fife erhoben wurde. Bis 1888 befand sich das Anwesen im Besitz der Duffs. Rothiemay Castle wurde im Laufe der Zeit zu einem Herrenhaus entwickelt und schließlich 1964 abgebrochen.
Die namensgebende Mühle von Rothiemay wurde erstmals 1492 in einer Urkunde Jakobs IV. erwähnt. Sie entwickelte sich zum bis heute erhaltenen Gutshof Mains of Rothiemay. Im Parish Rothiemay existierten die Ortschaften Kirktown of Rothiemay nahe der Burg und der mittelalterlichen St Drostan’s Church und, die Mühle umgebenden, Milltown of Rothiemay. In den 1790er Jahren zählte der Parish 1125 Einwohner, von denen rund 100 in Milltown of Rothiemay lebten. Das heute zu Milltown of Rothiemay gehörende Kirktown of Rothiemay war somit bevölkerungsreicher. Mit dem Neubau der neogotischen Rothiemay Parish Church wurde Milltown of Rothiemay Standort der Pfarrkirche. Die Earls of Fife investierten in die Entwicklung der Ortschaft. So ließ Alexander Duff, 6. Earl of Fife gegen Ende der 1880er Jahre ein neues Klärwerk errichten.
Nordöstlich der Ortschaft befindet sich der stein- oder bronzezeitliche Steinkreis von Rothiemay.

## Verkehr
Milltown of Rothiemay liegt an der Einmündung der B9118 in die B9117. Beide Straßen binden die Ortschaft an die A96 (Aberdeen–Inverness) im Westen und die A97 (Dinnet–Banff) im Osten an. 1872 wurde die gusseiserne Bogenbrücke Queen Mary’s Bridge über den Deveron errichtet.
1856 erhielt Rothiemay einen Bahnhof an der Great North of Scotland Railway. Dieser lag jedoch rund drei Kilometer südwestlich der Ortschaft jenseits der Isla-Mündung. Der Bahnhofsbetrieb wurde 1968 eingestellt, während die Strecke weiterhin in Betrieb ist. Kurz vor dem Bahnhof quert sie den Deveron auf dem denkmalgeschützten Deveron Viaduct.